# Hühnerberg (Oberems)
Der Hühnerberg beim Glashüttener Ortsteil Oberems ist ein Berg im Taunus mit 636 m ü. NHN. Er liegt auf der Grenze von Oberems zur Gemarkung Niederreifenberg der Gemeinde Schmitten im Taunus im Hochtaunuskreis in Hessen.

## Geographie

### Lage

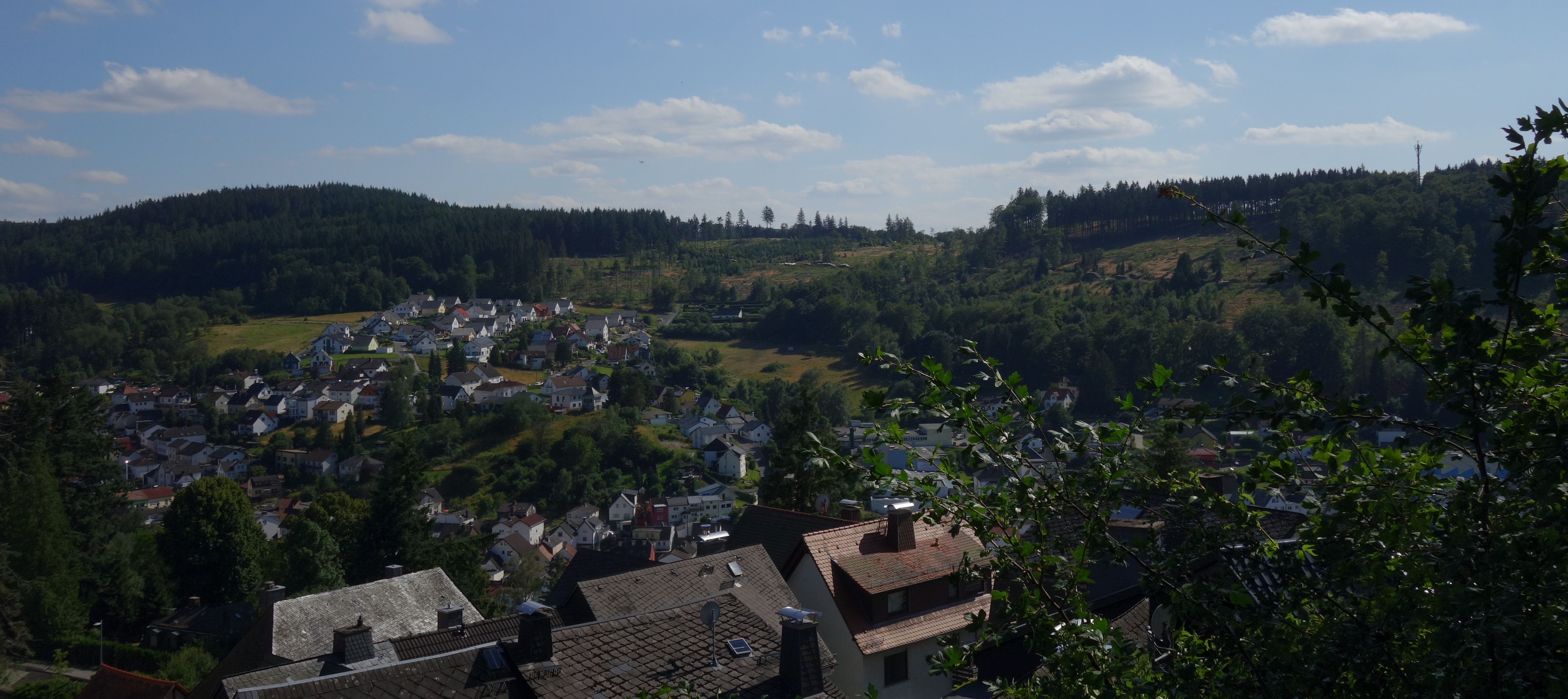
Hühnerberg (rechts) neben dem Weilsberg (links)

Der Hühnerberg bildet einen langgestreckten Bergrücken, auf dem die Grenze zwischen den Gemeinden Glashütten und Schmitten verläuft. Der Berg bildet drei Gipfel aus, von denen der mittlere in den amtlichen Kartenwerken als eigentlicher Hühnerberg gekennzeichnet ist. Der 300 m entfernte südliche Nebengipfel ist kurioserweise höher als der Hauptgipfel und erstreckt sich in dieser Höhe auf etwa 300 m Länge, aber es gibt in den Kartenwerken weder einen definierten Gipfelpunkt noch eine Höhenangabe. Durch Interpolation der Höhenlinien lässt sich eine Höhe von etwa 655 m ermitteln. Der nördliche Nebengipfel Moosheck ist 900 m entfernt und verzeichnet eine Höhe von 609 m.
Der Hühnerberg ist Teil des Höhenzuges, der die Wasserscheide zwischen der Weil im Osten und dem Emsbach im Westen bildet, deren Flusssysteme beide nach Norden hin zur Lahn entwässern. Der Höhenzug führt nach Süden über den Weilsberg zum Kleinen Feldberg und nach Norden – unterbrochen durch den Pass Kittelhütte – zum Windhain. Über den Höhenzug läuft die als Hünerstraße bekannte Altstraße.

### Naturräumliche Zuordnung
Der Hühnerberg gehört in der naturräumlichen Haupteinheitengruppe Taunus (Nr. 30) und in der Haupteinheit Östlicher Hintertaunus (302) zur Untereinheit Pferdskopf-Taunus (302.6). Seine Landschaft fällt nach Südwesten bis Westen in die Untereinheit Steinfischbacher Hintertaunus (302.7) ab.